# Ballard Locks
Les Hiram M. Chittenden Locks, connue simplement Ballard Locks (« écluses de Ballard »), sont un complexe d'écluses à l'extrémité ouest de Salmon Bay à Seattle.
Ce complexe est situé dans le Lake Washington Ship Canal, entre les quartiers de Ballard au nord et de Magnolia au sud.
Ces écluses sont particulièrement critiques pour le transport fluvial des États-Unis car elles ont un flux particulièrement important. C'est aussi, grâce à l'échelle à poissons et les jardins botaniques Carl S. English Jr. (en) environnants, l'une des principales attractions touristiques de la ville.
Elles sont inscrites au registre national des lieux historiques et ont été désignées par l'American Society of Civil Engineers comme « monument historique national du génie civil ».

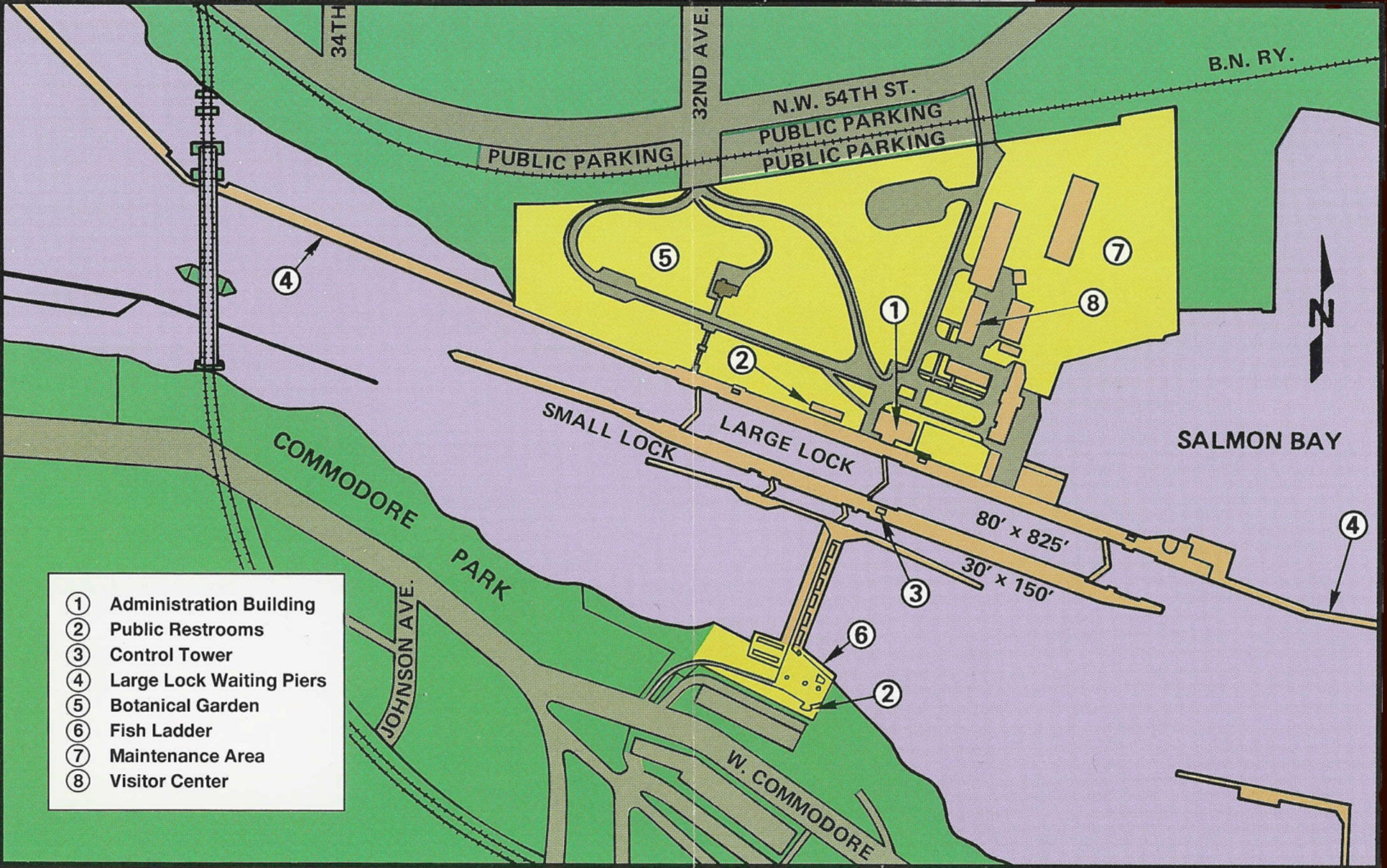
Schéma des Ballard Locks.
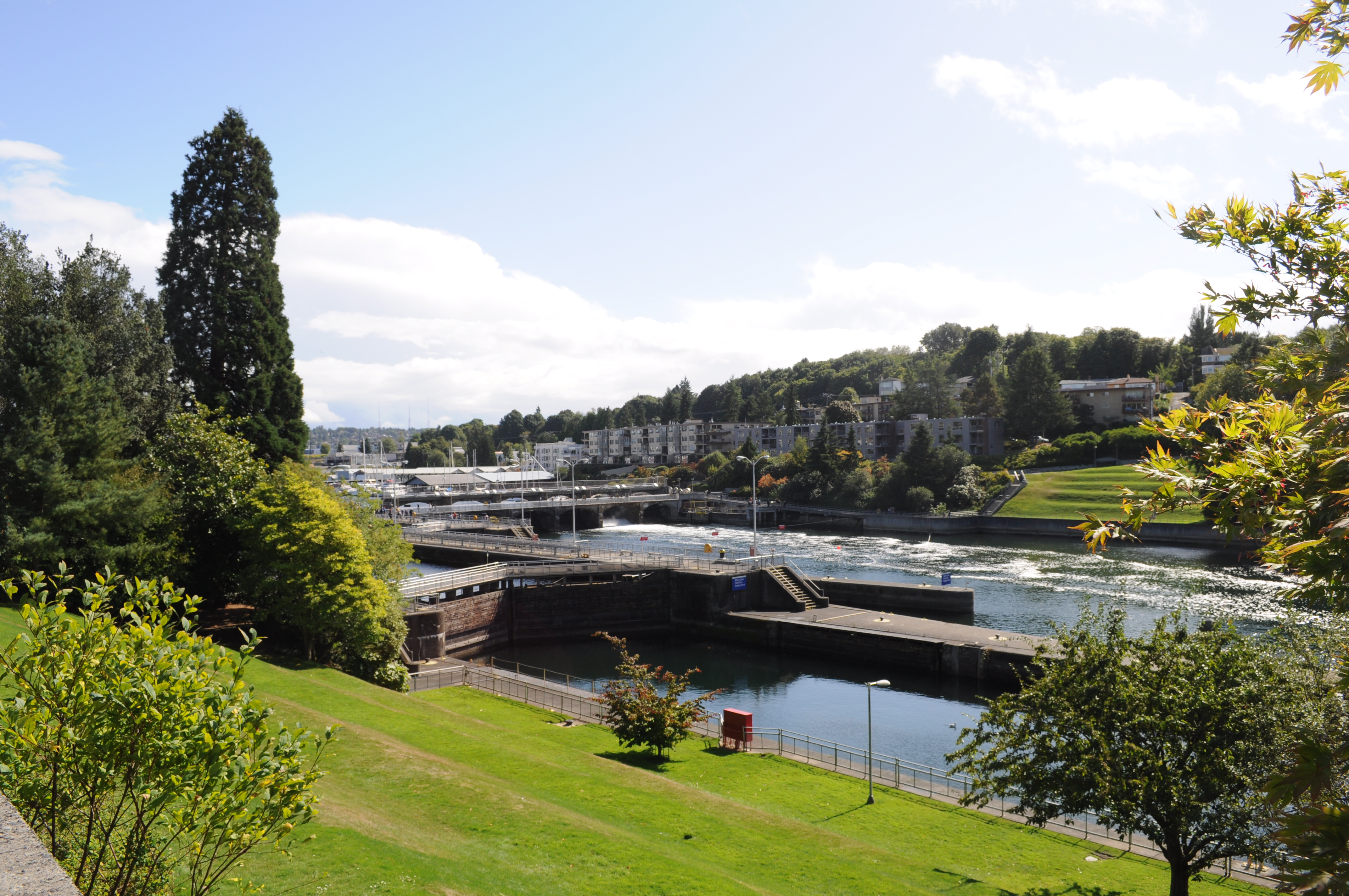
Vue depuis le nord-ouest des Ballard Locks.
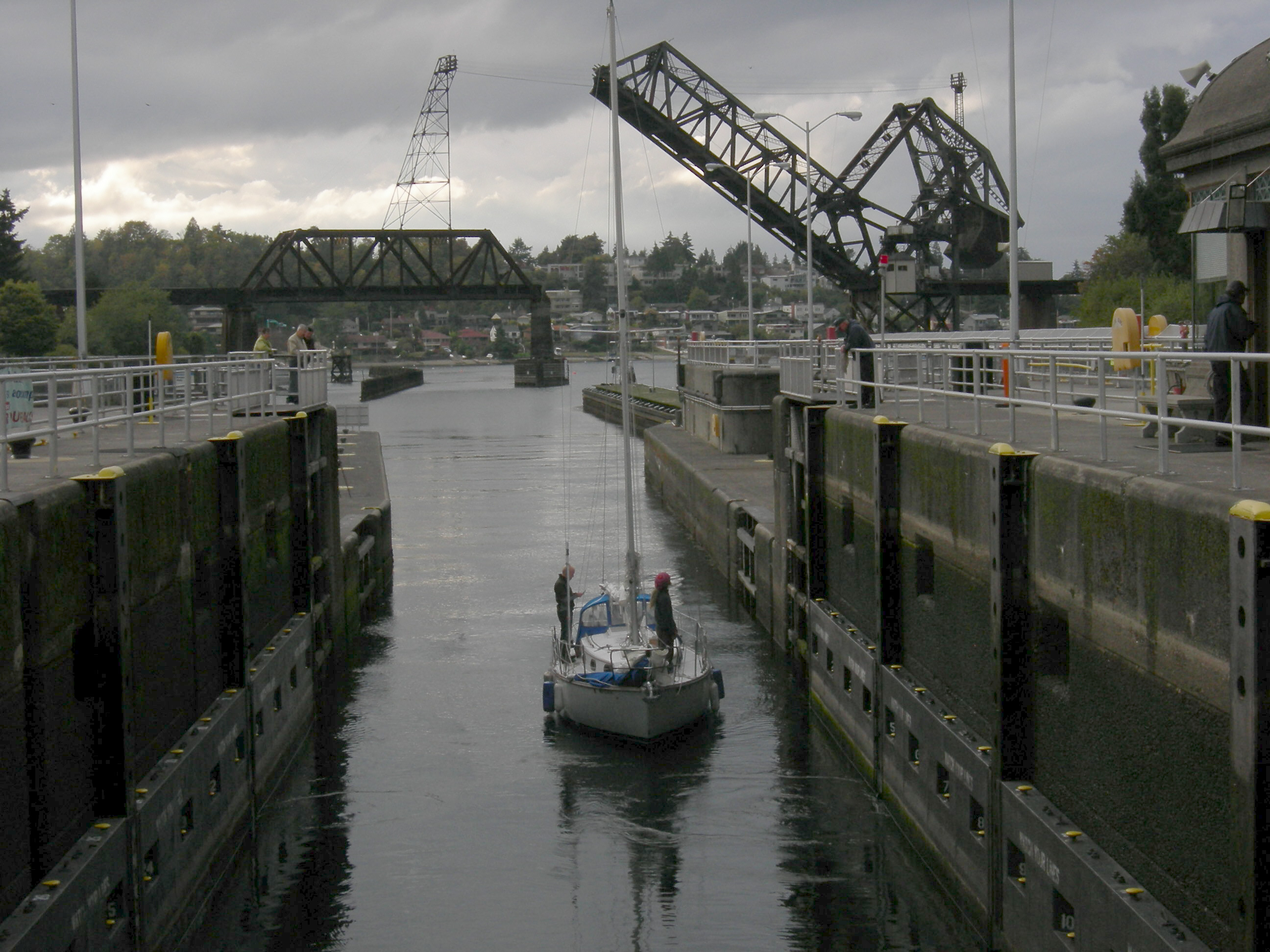
Un voilier entrant dans l'écluse principale.
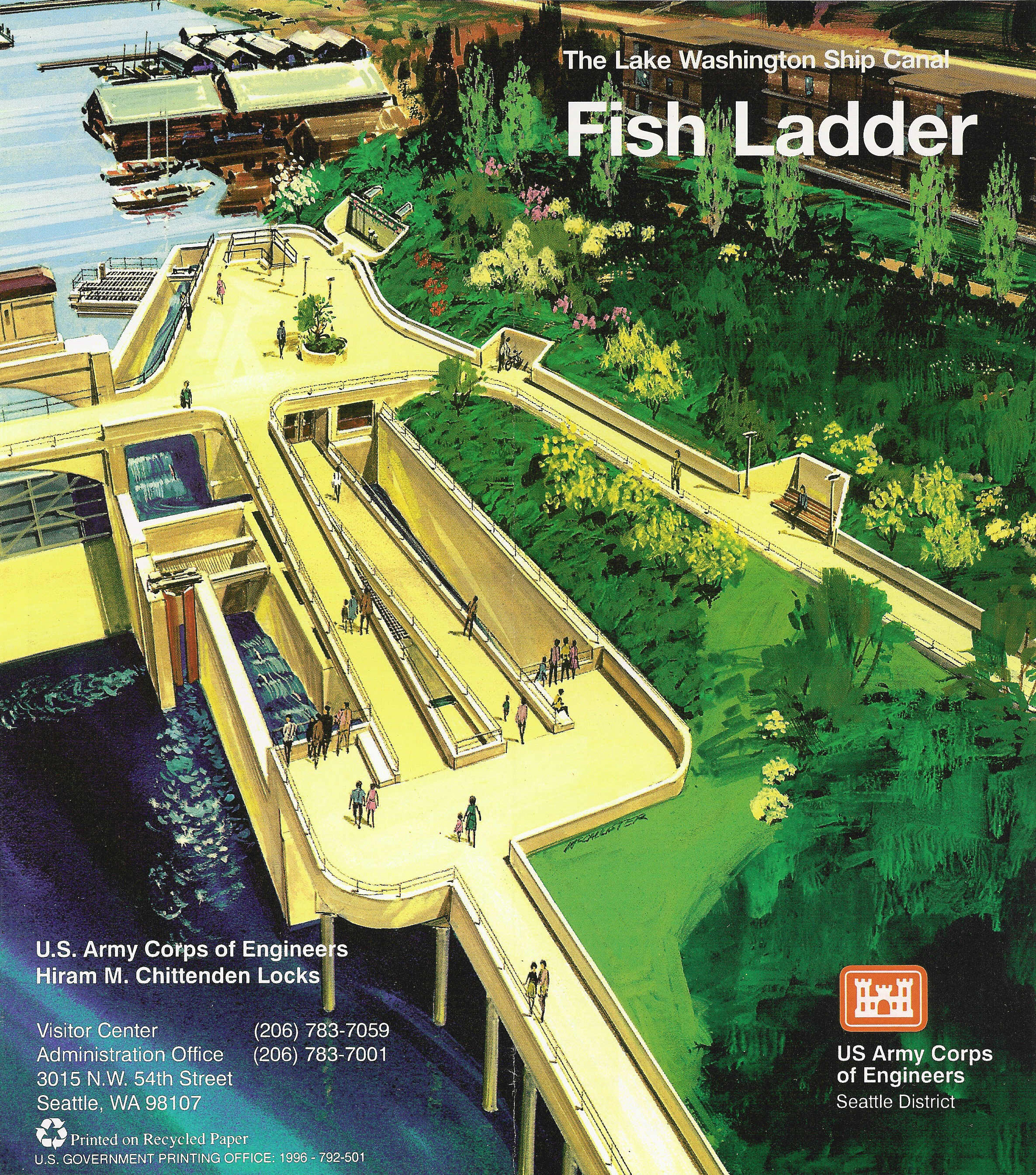
Schéma de l'échelle à poissons.
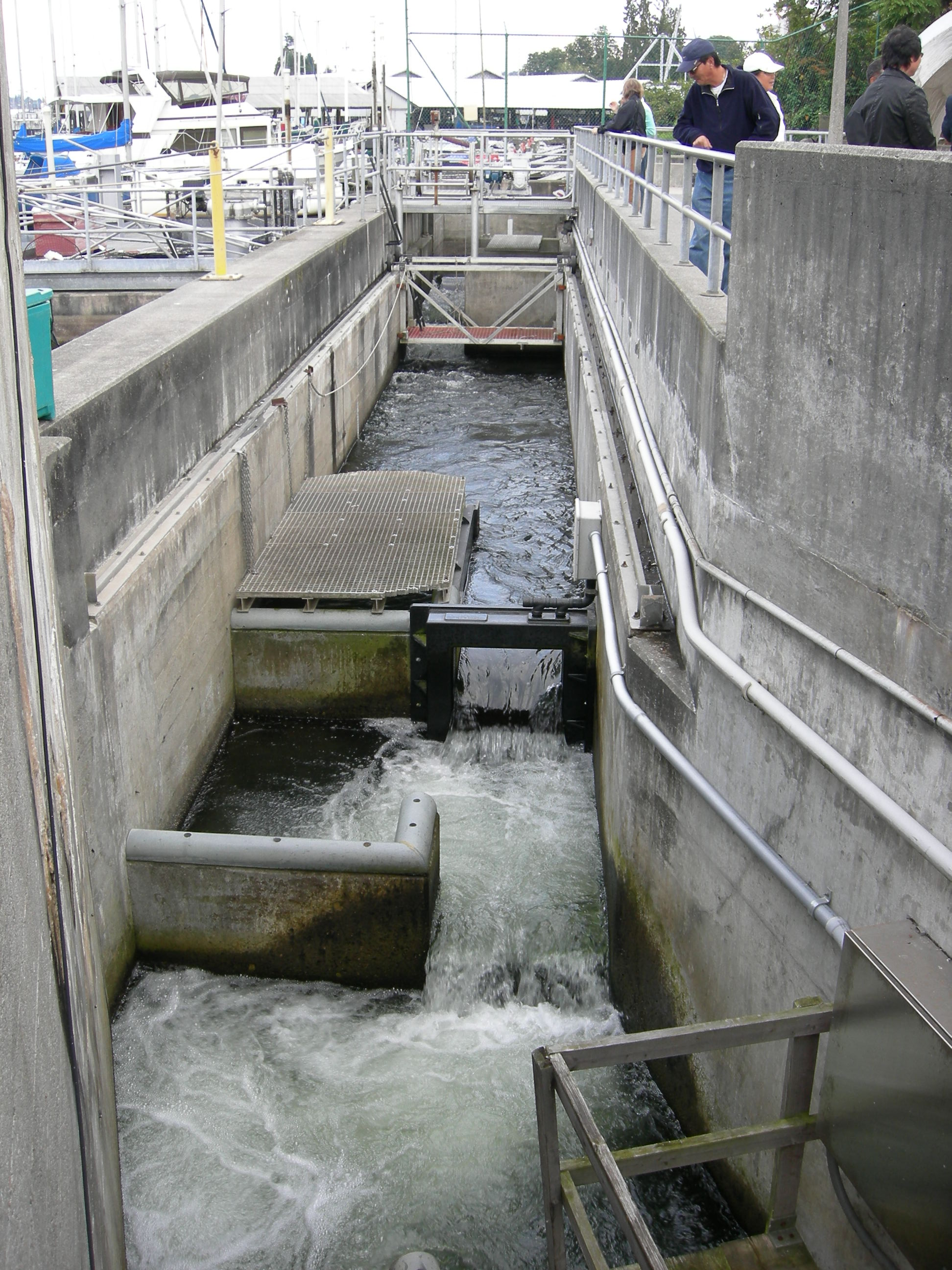
L'échelle à poissons.
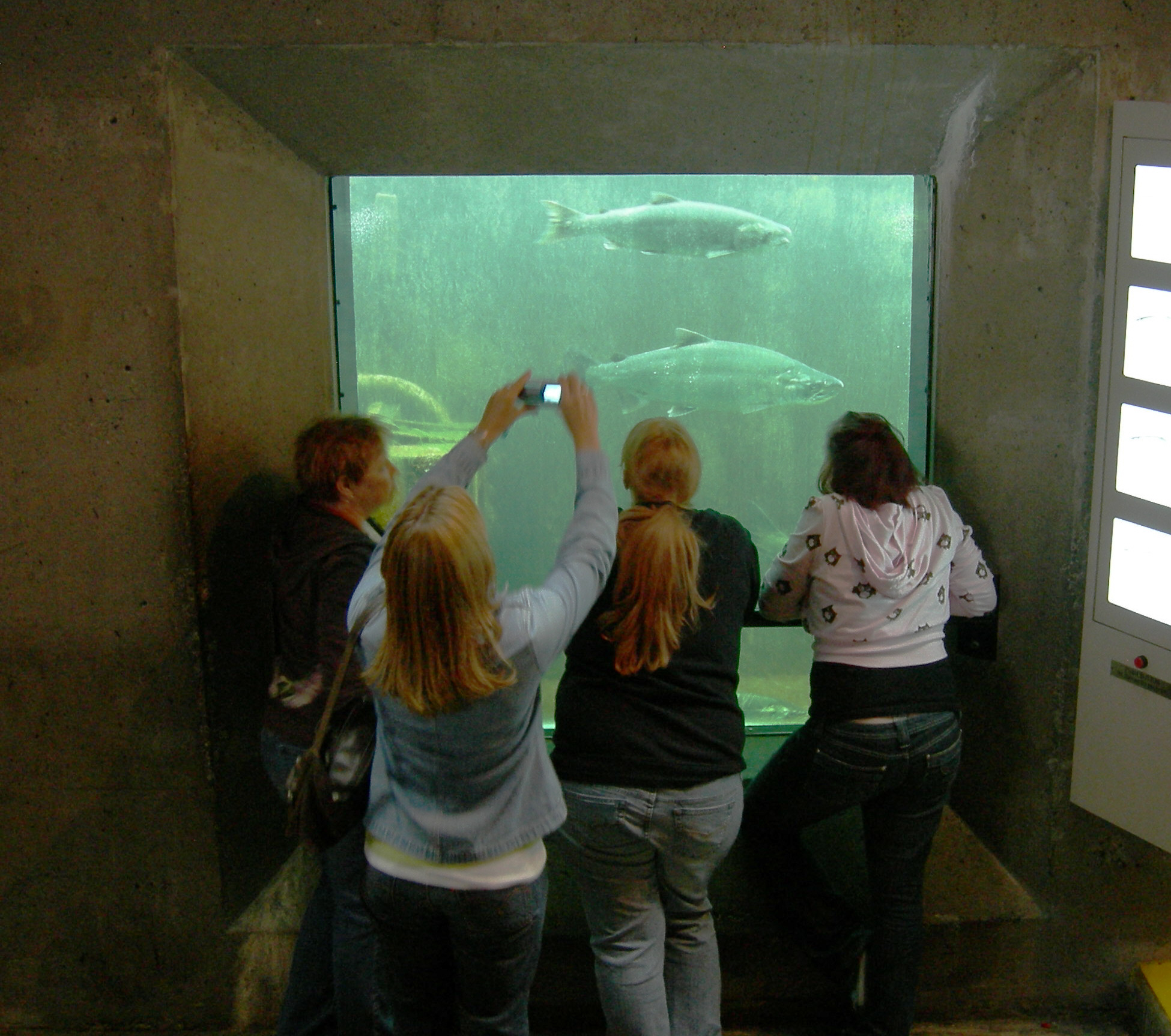
Une vue sur les poissons passant l'échelle.